# تیازولیدین
تیازولیدین (به انگلیسی: Thiazolidine) با فرمول شیمیایی C۳H۷NS یک ترکیب شیمیایی با شناسه پاب‌کم ۱۰۴۴۴ است. که جرم مولی آن ۸۹٫۱۶ g/mol می‌باشد. 